# Theresa Breslin

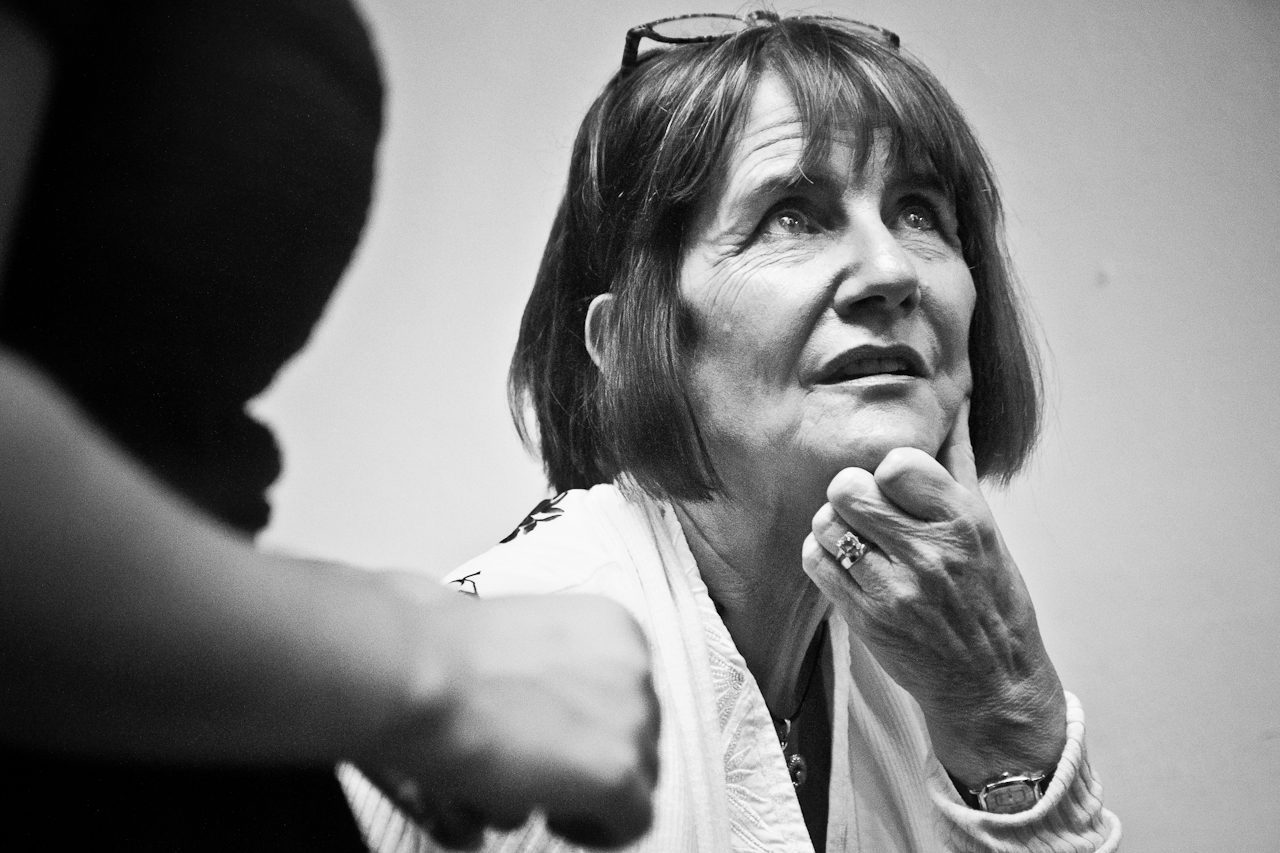
Theresa Breslin (2014)

Theresa Breslin (* 1947 in Kirkintilloch) ist eine schottische Schriftstellerin. Viele ihrer Romane richten sich an jugendliche Leser.

## Leben
Breslin begann mit dem Schreiben während sie mehrere Jahre als Bibliothekarin arbeitete. Sie veröffentlichte 25 Bücher, fünf davon als Hörbuch, bevor sie sich ganz aufs Schreiben konzentrierte.
Ihr Roman Whispers in the Graveyard, der von einem unter Legasthenie leidenden Jungen handelt, wurde 1994 mit der Carnegie Medal ausgezeichnet.
The Medici Seal ist Breslins letzter Roman (August 2006), für den ihre Forschung umfangreich war. Sie unternahm Ausflüge, um Leonardo da Vincis bekannteste Werke, darunter Mona Lisa und Das letzte Abendmahl, zu studieren.
Theresa Breslin lebt mit ihrem Mann und ihren vier Kindern bei Glasgow.

## Werke (Auswahl)
- The Medici Seal, 2006 (dt. Das Medici-Siegel, München 2006) handelt von Leonardo da Vinci, den Medici und den Borgia und spielt um 1500 in Italien.
- Dream Master, 2000–2004
- Cold Spell, 2007, The Magic Factory 1
- Across the Roman Wall, 1997
- Mutant, 2006
- Kezzie, 1993
- Prisoner in Alcatraz, 2004
- Starship Rescue, 1999
- Whispers in the Graveyard, 1994
- Remembrance, 2002
- Simon’s challenge, 1988
- The Nostradamus Prophecy, 2008 (dt. Das Nostradamus-Rätsel, München: Random House GmbH 2009)

## Preise und Auszeichnungen
- Fidler Award 1987
- Carnegie Medal 1994 für Whispers in the Graveyard
- The Children’s Book Award
- The Children’s Book Of The Year Award